# Macasor
Macasor o machasor es el nombre de un libro de oraciones o devocionario que usan los judíos en las grandes festividades. En una palabra hebrea que significa Cielo.
El macasor es muy difícil de entender porque estas oraciones están en verso y con sobrada concisión. Buxtorf observa que se hicieron de este libro muchas ediciones en Italia, Alemania y Polonia y que se corrigieren en las impresos en Venecia muchas cosas que son contra los cristianos. Abundan poco entre los judíos los ejemplares manuscritos pero hay muchos en París en la biblioteca de la Sorbona. 